# بوبکر فوفانا (بازیکن فوتبال، زاده ۱۹۸۹)
بوبکر فوفانا (انگلیسی: Boubacar Fofana؛ زادهٔ ۶ نوامبر ۱۹۸۹) بازیکن فوتبال اهل گینه است.
از باشگاه‌هایی که در آن بازی کرده است می‌توان به باشگاه فوتبال موریرنز، باشگاه فوتبال کارلسروهه، باشگاه ورزشی گاز متان مدیاش، باشگاه ورزشی سپسی اواس‌کا سفنتو گئورگه، باشگاه فوتبال الخلیج عربستان سعودی، باشگاه فوتبال الاتفاق، باشگاه ورزشی پینالوونسه، باشگاه ورزشی ناسیونال، باشگاه فوتبال توندلا، و باشگاه فوتبال کارتال‌اسپور اشاره کرد.
وی همچنین در تیم ملی فوتبال گینه بازی کرده است.